# 廖玉璧烈士墓
廖玉璧墓位於四川省岳池縣中和鎮羊頭壩村一組中和場鎮東南，當地人俗稱“雙槍老太婆墓”。，文物遺址年代判定為1982年。2012年7月16日公佈為第八批四川省文物保護單位。烈士墓坐東朝西，占地面積：408.86平方米。墓長6.2米，寬6.25米，高2米。墓碑，高約23米、寬約57米，水泥磨面，細膩平滑。墓碑正面左起為“廖玉壁烈士殉難五十周年及陳聯詩同志病逝二十五周年紀念”撰文，正中陰刻隸書大字“廖玉壁烈士、陳聯詩同志之墓”，右邊開頭鏡刻民政部1982年頒發給廖王壁的證明書，緊接著是基序全文；背面刻有烈士親屬名字。此基原建於中和鎮太陽坪，1982年重慶市文聯和岳池縣人民政府遷移至此並樹碑，同時將其夫人陳聯詩骨灰合家安葬。2011年，廖玉璧墓被廣安市人民政府公佈為市級文物保護單位。
- 廖玉璧(1903-1935），又名扶農、永年、簡文，岳池縣黎梓衛人。民國9年考入成都高等師範附屬中學，為該校學生會成員之一，民國12年加入中國社會主義青年團。
- 陳聯詩(1901-1960），又名陳玉屏，女，岳池縣羅渡人。民國10年在岳地女師畢業留校任教，民國12年1月與廖玉壁結婚，為雙槍老太婆原型。